# Panneau frontal

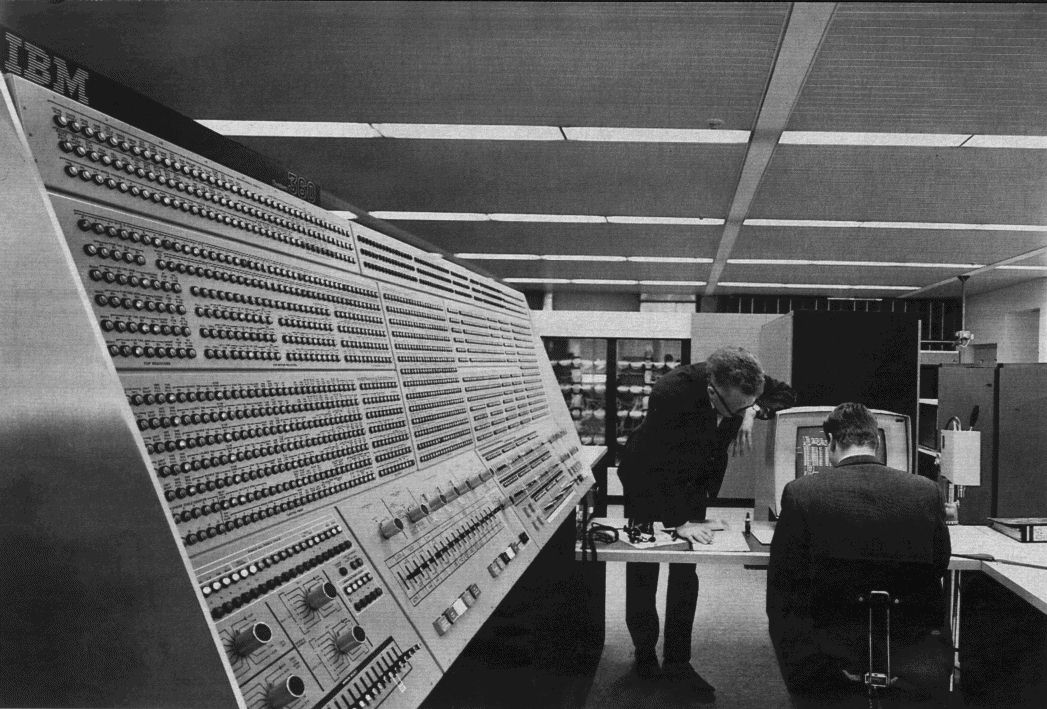
Panneau frontal de l'IBM System/360 Model 91.

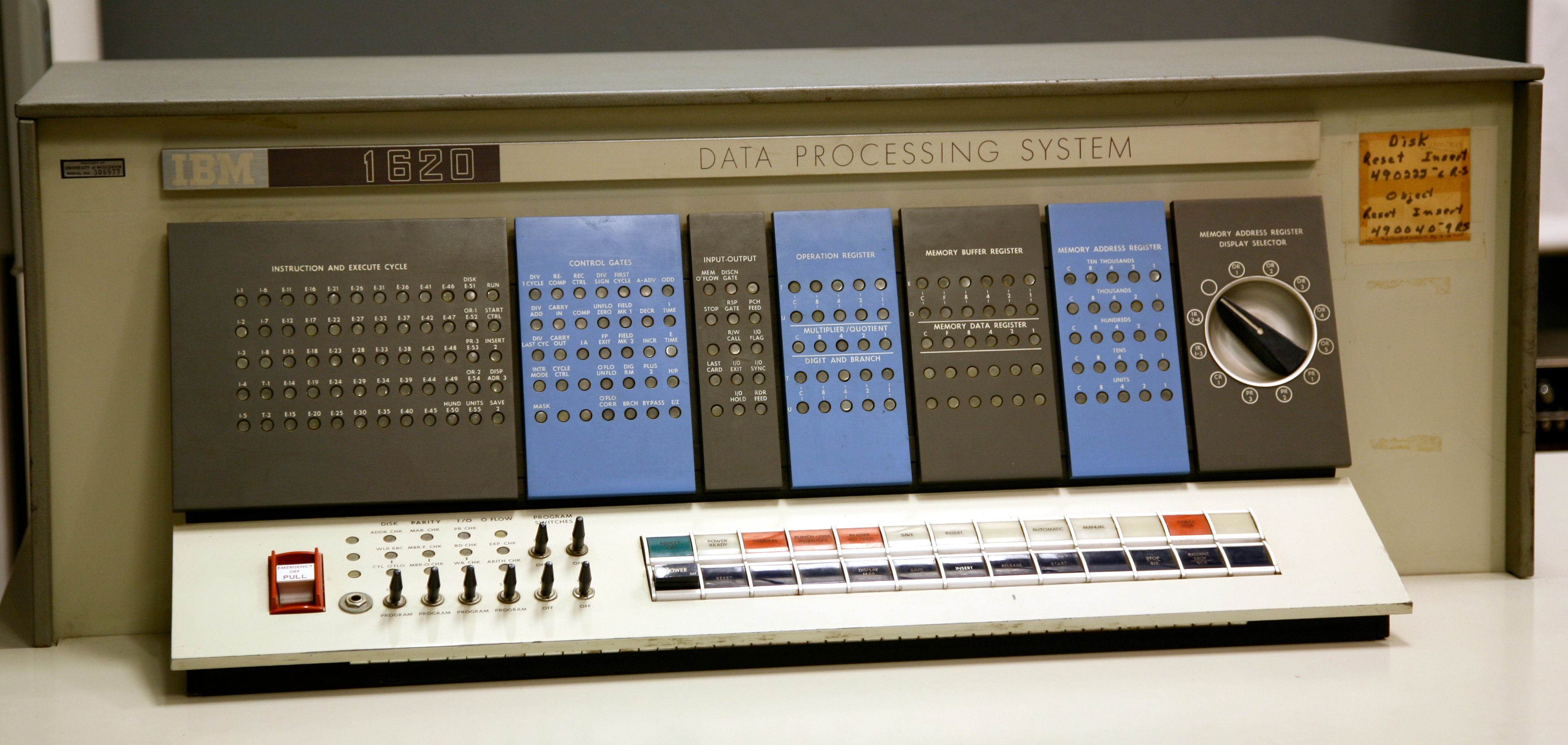
Panneau frontal de l'IBM 1620.

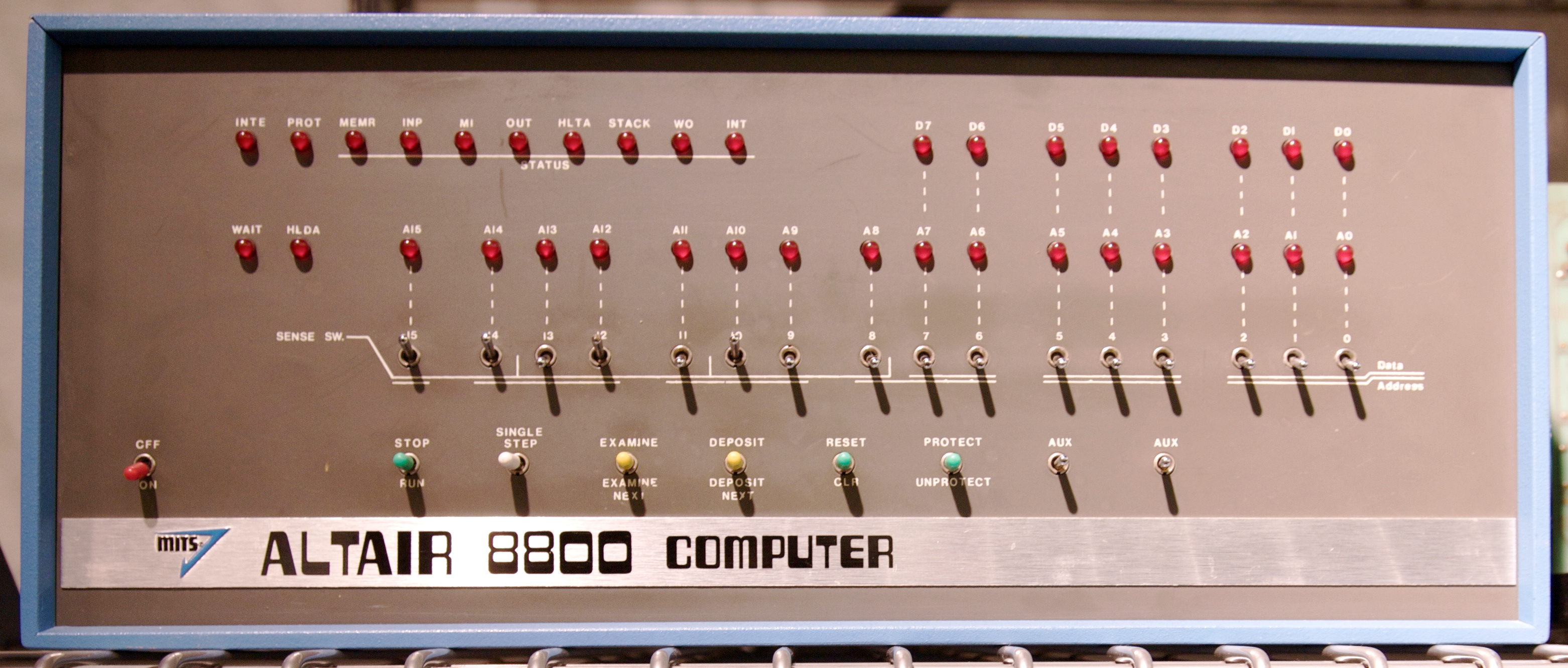
Panneau frontal du micro-ordinateur Altair 8800.

En informatique le panneau frontal ou panneau avant était le dispositif principal des premières consoles systèmes. Il permettait d'afficher et de modifier les registres internes des premiers systèmes informatiques (calculateur analogique ou ordinateur) de type électronique. Le panneau avant est en général constitué de tableaux de voyants, d'interrupteurs à bascule et de boutons-poussoirs montés sur une plaque en tôle placé à l'avant de l'ordinateur.
Dans les premières machines, des écrans à tube cathodique (CRT) peuvent également être présents (comme un oscilloscope ou, par exemple, pour refléter le contenu de la mémoire d'un tube de Williams). Avant le développement des consoles systèmes équipées d'un moniteur CRT, de nombreux ordinateurs tels que l'IBM 1620 possédaient des machines à écrire fixées sur leurs consoles.
Habituellement, le contenu d'un ou plusieurs registres matériels (en) est représenté par une rangée de voyants, ce qui permet de lire directement le contenu lorsque la machine est arrêtée. Les commutateurs permettaient l'entrée directe des valeurs de données et d'adresses dans les registres ou dans la mémoire.
Ils sont aujourd'hui utilisés pour commander et afficher les niveaux d'états basiques de certain ordinateur ou superordinateur comme la mise sous tension d'un élément, les températures, l'état du circuit de refroidissement ou encore les vitesses des ventilateurs.

## Détails
Sur certaines machines, certaines lumières et commutateurs étaient réservés à l'utilisation sous le contrôle du programme. Ceux-ci étaient souvent appelés lampes de détection et commutateurs de détection (en). Par exemple, le compilateur Fortran d'origine pour l'IBM 704 contenait des instructions spécifiques pour tester et manipuler les voyants et les commutateurs de détection du 704. Ces commutateurs étaient souvent utilisés par le programme pour contrôler le comportement facultatif, par exemple des informations pouvaient être imprimées uniquement si un commutateur de détection particulier était défini.